# Øyvind Svenning
Øyvind Svenning, född 29 januari 1980, är en norsk före detta fotbollsspelare. Under sin karriär har han bland annat spelat för Rosenborg BK, GIF Sundsvall och Viking FK.